# Anallacta opaca
Anallacta opaca är en kackerlacksart som beskrevs av Karlis Princis 1963. Anallacta opaca ingår i släktet Anallacta och familjen småkackerlackor. Inga underarter finns listade i Catalogue of Life.